# Крбета
Крбета је насељено мјесто у саставу дистрикта Брчко, БиХ.

## Становништво
| Националност       | 1991.        |
| Срби               | 240 (98,36%) |
| Хрвати             | 4 (1,64%)    |
| Муслимани          | 0            |
| Југословени        | 0            |
| остали и непознато | 0            |
| Укупно             | 244          |